# Oberirsen
Oberirsen là một đô thị thuộc huyện Altenkirchen, trong bang Rheinland-Pfalz, phía tây nước Đức. Đô thị Oberirsen có diện tích 9,45 km², dân số thời điểm ngày 31 tháng 12 năm 2006 là 676 người.